# Лабушненська сільська рада
Лабушненська сільська́ ра́да — адміністративно-територіальна одиниця та орган місцевого самоврядування в Кодимському районі Одеської області. Адміністративний центр — село Лабушне.

## Загальні відомості
Лабушненська сільська рада утворена в 1939 році.
- Територія ради: 52,76 км²
- Населення ради: 1 365 осіб (станом на 2001 рік)

## Населені пункти
Сільській раді підпорядковані населені пункти:
- с. Лабушне

## Населення
Згідно з переписом УРСР 1989 року чисельність наявного населення сільської ради становила 1568 осіб, з яких 664 чоловіки та 904 жінки.
За переписом населення України 2001 року в сільській раді мешкали 1283 особи.

### Мова
Розподіл населення за рідною мовою за даними перепису 2001 року:
| Мова       | Відсоток |
| ---------- | -------- |
| українська | 96,48 %  |
| російська  | 2,49 %   |
| молдовська | 0,73 %   |
| болгарська | 0,07 %   |
| інші       | 0,23 %   |

## Склад ради
Рада складалася з 16 депутатів та голови.
- Голова ради: Євтодій Надія Антонівна
- Секретар ради: Прудніков Сергій Володимирович

### Керівний склад попередніх скликань
| Прізвище, ім'я, по батькові  | Основні відомості                                                          | Дата обрання | Дата звільнення |
| ---------------------------- | -------------------------------------------------------------------------- | ------------ | --------------- |
| Черноморець Олена Миколаївна | Сільський голова, 1971 року народження, член Соціалістичної партії України | 26.03.2006   | 31.10.2010      |
| Євтодій Надія Антонівна      | Сільський голова, 1959 року народження, освіта вища, позапартійна          | 31.10.2010   |                 |

Примітка: таблиця складена за даними сайту Верховної Ради України

### Депутати
За результатами місцевих виборів 2010 року депутатами ради стали:

#### За суб'єктами висування
| Суб'єкт висування                                       | Кількість обраних депутатів | %    |
| ------------------------------------------------------- | --------------------------- | ---- |
| Партія регіонів                                         | 8                           | 50   |
| Самовисування                                           | 5                           | 31,3 |
| Політична партія Всеукраїнське об'єднання «Батьківщина» | 3                           | 18,8 |

#### За округами
| № округу                                                | Прізвище, ім'я, по батькові       | Дата визнання обраним | Освіта             | Партійна приналежність                        | Відомості про обраного депутата             |
| ------------------------------------------------------- | --------------------------------- | --------------------- | ------------------ | --------------------------------------------- | ------------------------------------------- |
| Партія регіонів                                         |                                   |                       |                    |                                               |                                             |
| 2                                                       | Логінова Оксана Леонтіївна        | 03.11.2010            | середня            | позапартійна                                  | тимчасово не працює                         |
| 5                                                       | Моцпан Микола Дмитрович           | 03.11.2010            | вища               | член Партії регіонів                          | пенсіонер                                   |
| 6                                                       | Васалатій Олена Іванівна          | 03.11.2010            | вища               | член Партії регіонів                          | Лабушнянська сільська рада, бухгалтер       |
| 7                                                       | Макогонюк Любов Василівна         | 03.11.2010            | вища               | позапартійна                                  | Лабушнянська амбулаторія, лікар             |
| 9                                                       | Бурячковська Євгенія Семенівна    | 03.11.2010            | середня            | член Партії регіонів                          | пенсіонер                                   |
| 13                                                      | Городиський Віктор Васильович     | 03.11.2010            | середня            | член Партії регіонів                          | тимчасово не працює                         |
| 14                                                      | Стекольніков Олександр Михайлович | 03.11.2010            | середня            | член Партії регіонів                          | тимчасово не працює                         |
| 16                                                      | Максимчук Лідія Петрівна          | 03.11.2010            | середня спеціальна | член Партії регіонів                          | Лабушненська амбулаторія, акушерка          |
| Політична партія Всеукраїнське об'єднання «Батьківщина» |                                   |                       |                    |                                               |                                             |
| 1                                                       | Черноморець Петро Миколайович     | 03.11.2010            | середня            | позапартійний                                 | приватний підприємець                       |
| 3                                                       | Воротило Оксана Василівна         | 03.11.2010            | середня            | позапартійна                                  | тимчасово не працює                         |
| 8                                                       | Лужецький Михайло Іванович        | 03.11.2010            | середня            | член Всеукраїнського об'єднання «Батьківщина» | приватний підприємець                       |
| Самовисування                                           |                                   |                       |                    |                                               |                                             |
| 4                                                       | Григор'єв Прокопій Пилипович      | 03.11.2010            | вища               | позапартійний                                 | тимчасово не працює                         |
| 10                                                      | Городинська Світлана Миколаївна   | 03.11.2010            | середня спеціальна | позапартійна                                  | приватний підприємець                       |
| 11                                                      | Марченко Володимир Володимирович  | 03.11.2010            | вища               | позапартійний                                 | ТОВ «Кодимське зерно», бригадир             |
| 12                                                      | Прудніков Сергій Володимирович    | 03.11.2010            | вища               | позапартійний                                 | Лабушнянська загальноосвітня школа, вчитель |
| 15                                                      | Рожко Василь Миколайович          | 03.11.2010            | середня            | позапартійний                                 | ТОВ «Кодимське Зерно», бригадир             |